# Munto
Munto (jap. ムント) ist der Titel einer zweiteiligen OVA die von Kyōto Animation animiert wurde. Die beiden Folgen erschienen in den Jahren 2003 und 2005. Im Jahr 2009 begann die Ausstrahlung der Neuverfilmung Sora o Miageru Shōjo no Hitomi ni Utsuru Sekai (空を見上げる少女の瞳に映る世界, dt. „Die Welt reflektiert in den Augen eines Mädchens das in den Himmel schaut“) als Anime-Fernsehserie. Wie die beiden OVAs wurde auch die Serie von Kyōto Animation produziert.

## Handlung

### Szenario
Im Mittelpunkt der Welt steht eine Energiequelle, die Akuto genannt wird. Diese war einst gleichermaßen zwischen der Welt der Erdbewohner, auch „untere Welt“ genannt, und dem Himmel verteilt. In diesem Himmel wurde einst Munto geboren, dessen Eltern sich für ihn opferten, um mehr vom Akuto für ihn bereitzustellen. Von dieser Tat schockiert und den neuen Herrscher nicht anerkennen wollend, bricht ein Bürgerkrieg aus, der das Reich in zwei Teile spaltet. Die Bewohner des Himmels, die auf schwebenden Plattformen leben und über magische Fähigkeiten verfügen, verbrauchten jedoch in einem über Jahre dauernden Krieg so viel des Akuto, dass ihre Welt auseinanderzubrechen droht. Eine Vision erklärt, dass die „untere Welt“ das Zuhause des „Mädchens des Schicksals“ ist, welches über die Fähigkeit verfügen soll, einen Ausgleich zwischen beiden Welten herstellen zu können. In diese Vision vertrauend, begibt sich Munto, der in einer parallelen Welt existiert, auf die Erde und sucht nach dem Mädchen, während er sich gleichzeitig der Angriffe im Himmel erwehren muss.
Die Erdbewohner wissen jedoch nichts über die Existenz eines solchen Himmelreichs, da dieses für sie nicht sichtbar ist. Dennoch machen sich die Folgen des Krieges auch auf der Erde bemerkbar. So stürzen immer wieder einzelne Inseln auf die Erde und verursachen schwere Erdbeben. Lediglich Yumemi, das Mädchen des Schicksals, ist in der Lage, die schwebenden Inseln zu sehen, und wird zu ihrem Leid von anderen für verrückt gehalten. Die um sie besorgten Freunde versuchen sie immer wieder davon abzubringen, sich dieser Welt hinzugeben.

### Munto
Geführt von einer Vision der Prophetin Ryuely, erbittet Munto die Unterstützung des außenstehenden Wächters der Zeit Gass um das Mädchen des Schicksals zu finden. Mit einem Sprung durch Raum und Zeit lässt er sich erfolgreich auf die untere Erde bringen, während Ryuely und ihr junger Lehrling Toche seine Reise beobachten. Währenddessen lebt Yumemi das Leben einer gewöhnlichen Schülerin, die bereits seit jungen Jahren die Fähigkeit besitzt die schwebenden Plattformen am Himmel zu sehen. Ihr gelang es jedoch nie, ihre Freunde von der Realität dieser Inseln zu überzeugen. So wird ihre ungewöhnliche Weltanschauung als eine Art Krankheit beschrieben. Yumemi trug seitdem auch bei schönem Wetter immer einen Regenschirm, um nicht in die Verlegenheit zu kommen, dieses Himmelreich zu sehen.
Unglücklicherweise kann Munto, der Yumemi bereits gefunden hat, sie nicht in die andere Welt mitnehmen, da eine Barriere den Weg versperrt. Zugleich kann er sie aber auch nicht davon überzeugen, dass sie ihr Akuto in die andere Welt übertragen kann, was notwendig ist, um beide Welten zu retten. Während Yumemi versucht, ihre Probleme auf der Erde in den Griff zu bekommen und der Heiratszeremonie ihrer Freundin Suzume mit Kazuya beiwohnt, sieht sie immer wieder Visionen von Munto. Durch seinen Abstieg auf die Erde geschwächt, muss sich Munto dem Angriff eines vom Feind entsandten Droiden erwehren. Die gelingt ihm noch mit letzter Kraft, worauf er erschöpft am Boden liegen bleibt und zu sterben droht. Währenddessen senkt sich eine der Inseln so bedrohlich stark ab, dass sie auch für die Freunde von Yumemi sichtbar wird. Davon schockiert setzt Yumemi alles daran Munto zu finden. Als ihr dies gelingt überschreitet sie willentlich die Grenze zwischen beiden Welten und transferiert einen Teil des Akutos in die Parallelwelt. Nachdem auch Munto sich wieder erholt hat und in sein Königreich zurückgekehrt ist, hört Yumemi auf ihren Schirm zu tragen und lebt fortan mit der Gewissheit, dass es sich nicht nur um Illusionen handelte.

### Munto: Toki no Kabe o Koete
Yumemi die einige Jahre nach den Ereignissen der ersten OVA immer noch gerne in den Himmel schaut, hat das Gefühl, dass irgendetwas fehlen würde und die Visionen an Munto nehmen wieder an Intensität und Häufigkeit zu. Die Ursache dafür ist ein wild ausgebrochener Krieg, nachdem das Akuto wieder Verfügbar war und sich jedes Land seinen Anteil bzw. die volle Kontrolle über dieses sichern will. Obwohl Yumemi bereit wäre zu helfen, lehnt Munto dies ab, da er in einer Vision ein grausames Schicksal voraussah. Währenddessen versuchen aber die anderen Kriegsparteien an Yumemi heranzukommen. Letztlich übergeht Gass Munto und schickt ihn auf die Erde um nach Yumemi zu suchen. Um die Sicherheit von Yumemi besorgt, versucht ihre Freundin Ichiko sie mit allen Mitteln davon abhalten sich ihrerseits auf die Suche nach Munto zu begeben und Yumemi zieht sich immer mehr in sich selbst zurück, während sie den Himmel anstarrt und über ihre eigene Natur nachdenkt. Als das gesamte Königreich auf die Erde zu fallen droht, entschließt sich Yumemi ein weiteres Mal in die Geschehnisse einzugreifen. Nachdem sie sich von allen ihren Freunden verabschiedet hat, steigt sie zusammen mit Munto in das magische Königreich auf.

### Sora o Miageru Shōjo no Hitomi ni Utsuru Sekai
Die Handlung des Animes ist eine alternative Neuerzählung der beiden OVA-Folgen. Aufgrund des größeren Umfangs geht dieser jedoch detaillierter auf bestimmte Situationen ein und zeigt mehr Nebenhandlungen.

## Entstehung und Veröffentlichungen

### OVA-Veröffentlichungen
Die erste OVA mit dem Titel Munto wurde von Kyōto Animation unter der Regie von Yoshiji Kigami produziert, der auch das Drehbuch schrieb und die Leitung der Animation übernahm. Die künstlerische Leitung übernahm Seiki Tamura und Tomoe Aratani entwarf das Character-Design. Die OVA hatte eine Länge von etwa 50 Minuten. Erstmals veröffentlicht wurde die OVA in einer limitierten Auflage am 18. März 2003. Fast ein Jahr später, am 26. Februar 2004, wurde die DVD erneut angeboten. In den Vereinigten Staaten erschien die erste OVA am 9. November 2004 auf einer DVD, die von Central Park Media veröffentlicht wurde.
Eine Fortsetzung der ersten OVA folgte mit Munto: Toki no Kabe o Koete (MUNTO 時の壁を越えて) im Jahr 2005. Diese wurde von denselben Machern der ersten OVA produziert und wurden ebenfalls in den Vereinigten Staaten veröffentlicht. Sie hatte eine Spieldauer von 58 Minuten.

### Anime-Fernsehserie
Wie schon bei der zweiten den OVA-Produktionen wird die Anime-Fernsehserie Sora o Miageru Shōjo no Hitomi ni Utsuru Sekai von denselben Produzenten erstellt. Die Musik wurde von Satoru Kōsaki arrangiert, der zuvor an der Musik von Die Melancholie der Haruhi Suzumiya, Lucky Star und Kannagi mitwirkte. Seit dem 13. Januar 2009 wird die Serie auf den Sendern Chiba TV, KBS Kyōto, Mie TV und TVN Nara TV ausgestrahlt. Weitere Sender folgten zeitversetzt einige Tage später. Zu ihnen gehören AT-X, Gifu Broadcasting, Sun TV, Tokyo MX, TV Kanagawa, TV Saitama, TV Wakayama.
Die Serie, die nur neun Folgen besitzt, wurde vom 18. April bis zum 1. Mai in Kinos von Tokio und Kyōto gezeigt. Als so genannter Directors Cut verfügte der Film über zusätzliche Szenen.
Die Titelmusik Anemoi (アネモイ) wurde von eufonius interpretiert und auf der gleichnamigen Single am 4. Februar 2009 veröffentlicht. Der Abspann verwendete den Titel Hikari to Yami to Toki no Hate (光と闇と時の果て) der von Ceui gesungen wurde. Auch dieser erschien auf einer gleichnamigen Single am 25. Februar 2009. Beide Singles erschienen beim Plattenlabel Lantis.

### Synchronisation
| Rolle         | Japanische Sprecher (Seiyū) | Japanische Sprecher (Seiyū) |
| Rolle         | OVA                         | Anime                       |
| ------------- | --------------------------- | --------------------------- |
| Munto         | Masakazu Higo               | Daisuke Ono                 |
| Yumemi Hidaka | Haruna Mima                 | Mai Aizawa                  |
| Gass          | Yoshinori Shima             | Tetsu Inada                 |
| Ichiko        | Kayoko Satoi                | Kaori Shimizu               |
| Gntarl        | Kouchi Kawashima            | Norio Wakamoto              |

### Manga
Ab Ende März 2009 soll im Magazin Comp Ace des Verlags Kadokawa Shoten eine Manga-Adaption erscheinen.